# Vipera kaznakovi
Vipera kaznakovi là một loài rắn trong họ Rắn lục. Loài này được Nikolsky mô tả khoa học đầu tiên năm 1909.

## Hình ảnh

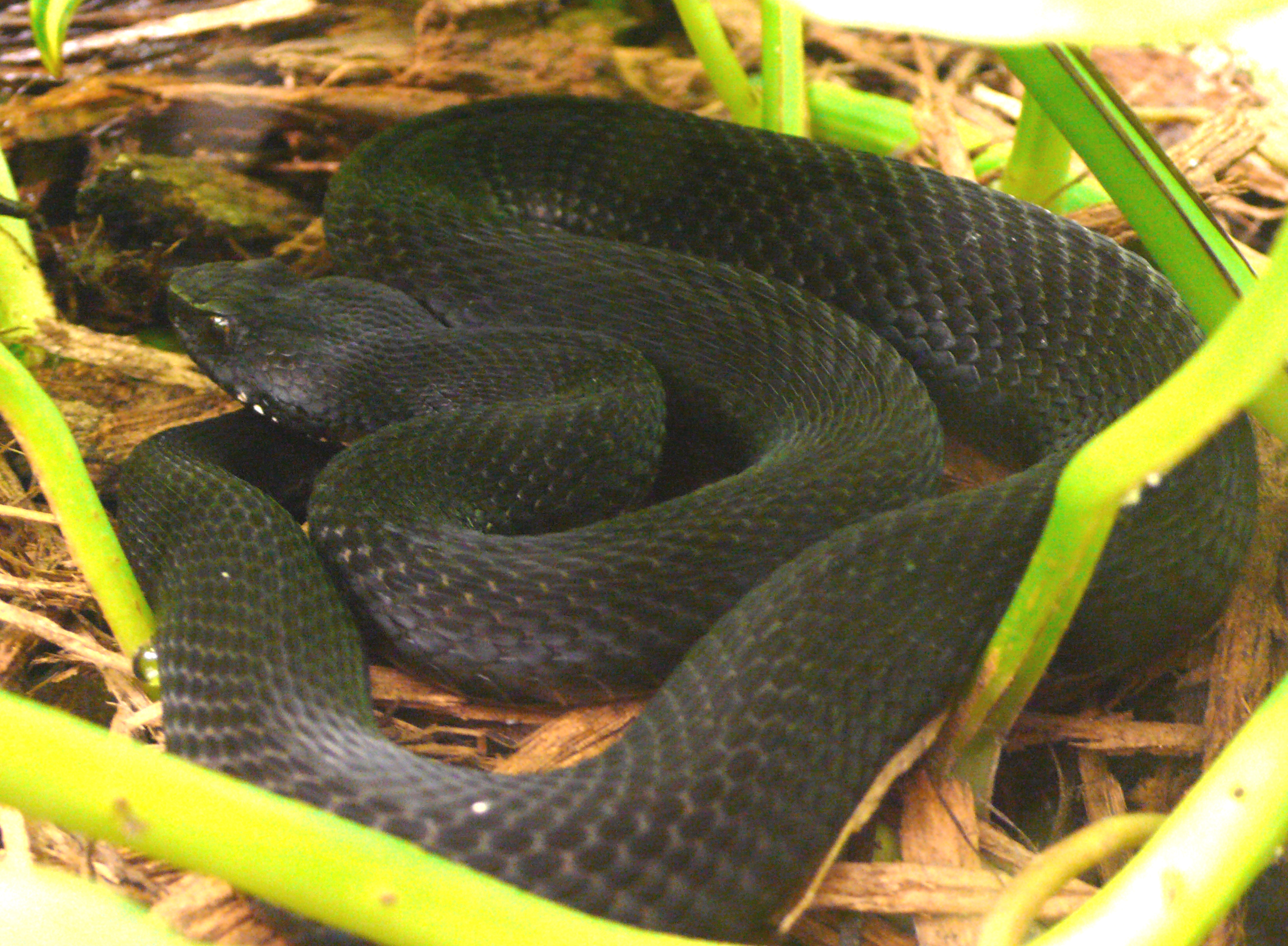
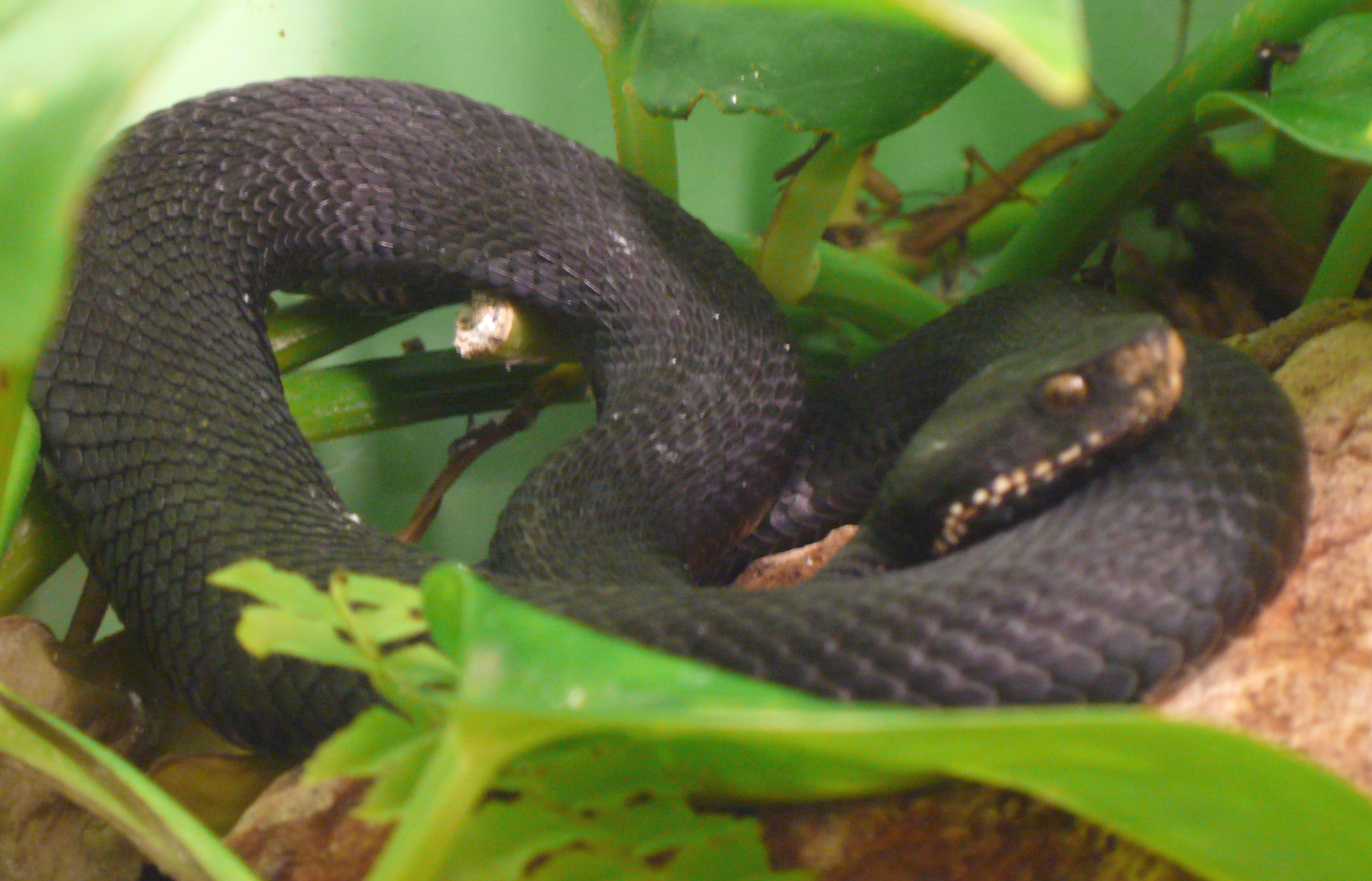
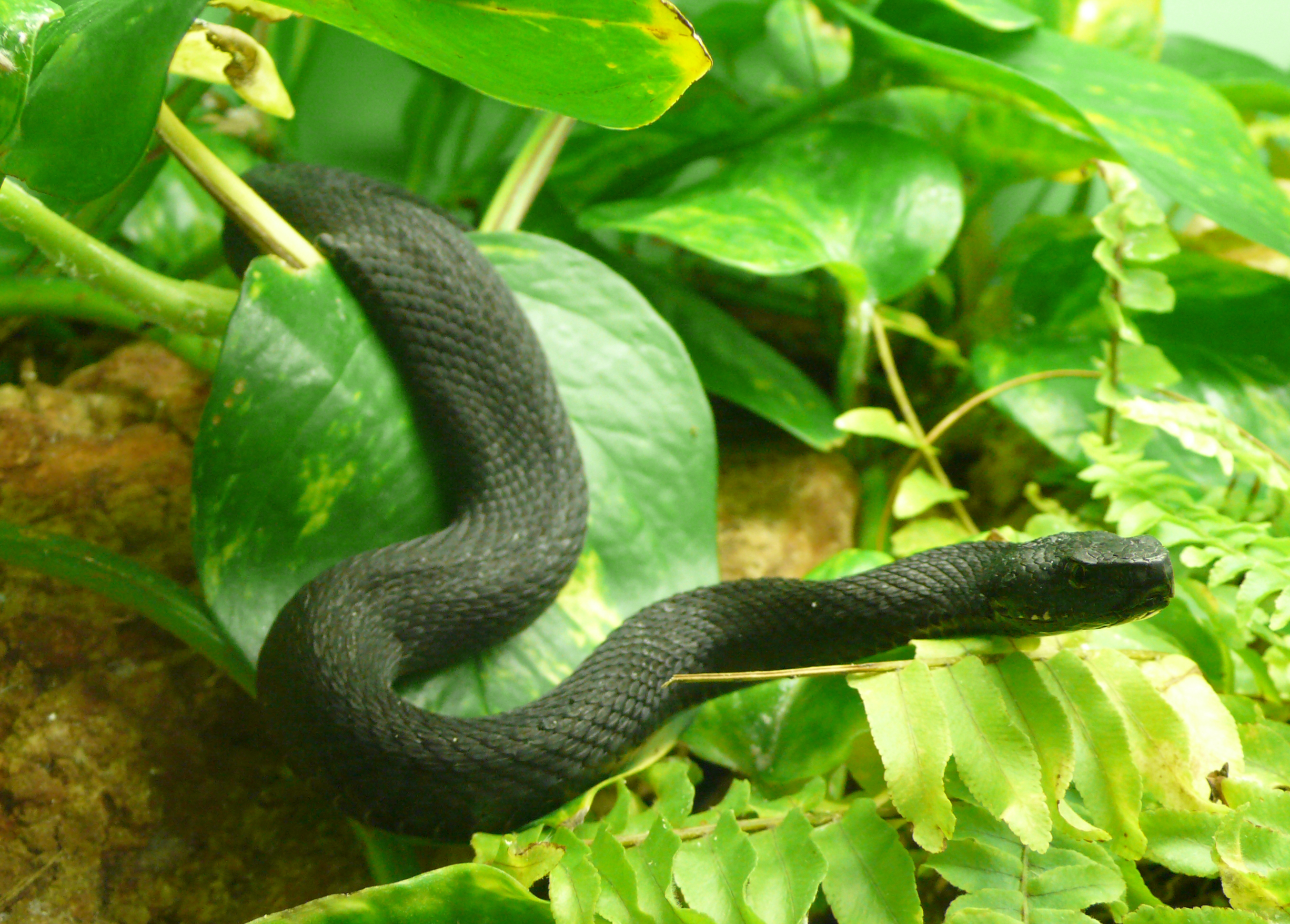
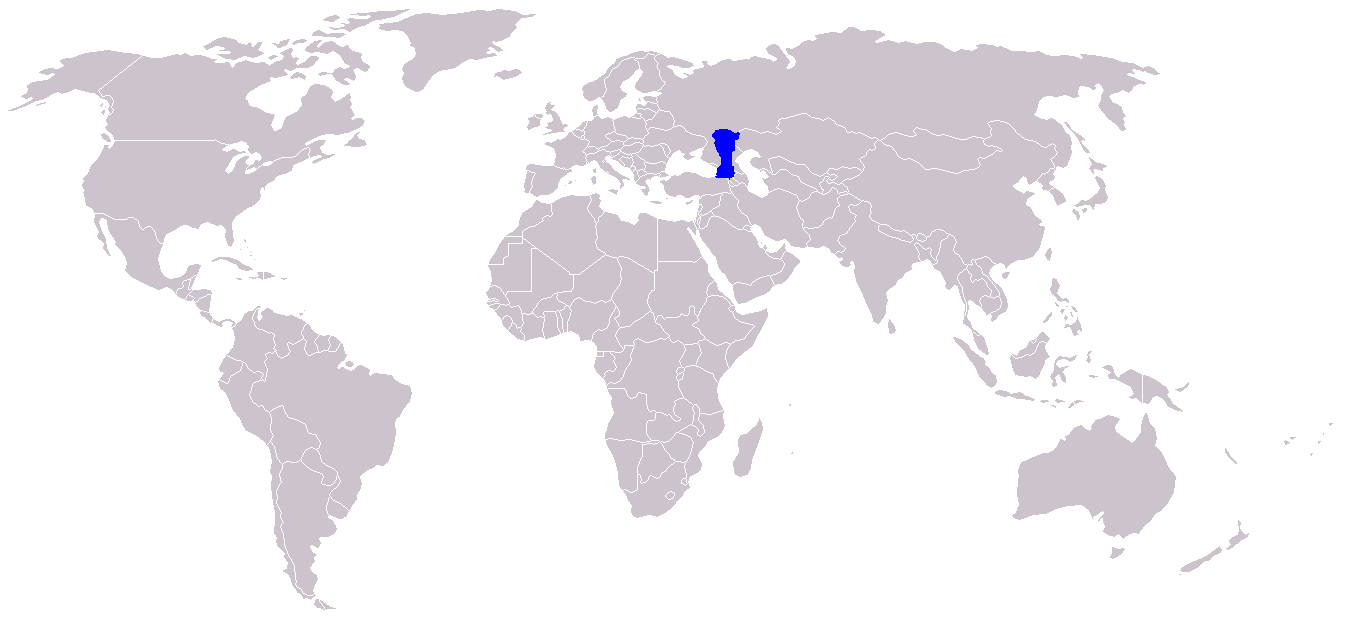